# 441 Bathilde
441 Bathilde là một tiểu hành tinh lớn ở vành đai chính. Nó được Auguste Charlois phát hiện ngày 8.12.1898 ở Nice. Không biết rõ nguồn gốc tên của nó.